# Bác Ái
Bác Ái is een district (Huyên) in de provincie Ninh Thuận, in het gedeelte van Vietnam, dat ook wel Đông Nam Bộ wordt genoemd. De oppervlakte van het district is 1027,53 km². Bác Ái heeft 21.764 inwoners.
Bác Ái bestaat uit negen xã's, waarvan Phước Bình de hoofdplaats is van Bác Ái.

## Bestuurlijke indeling
- Xã Phước Bình
- Xã Phước Chính
- Xã Phước Đại
- Xã Phước Hòa
- Xã Phước Tân
- Xã Phước Thắng
- Xã Phước Thành
- Xã Phước Trung
- Xã Phước Tiến